# Christen Kold
Christen Mikkelsen Kold eller Kresten Kold (født 29. marts 1816 i Thisted, død 6. april 1870 i Dalum) var en dansk lærer, der var en pioner inden for højskole- og friskolebevægelsen.
Han var søn af en skomager, Mikkel Christensen Kold, fra Thisted.
I 1831 startede han som omgangslærer i Fårtoft lidt øst for Thisted. Kort efter blev han huslærer på gården Kovstrup i Sønderhå i Midtthy, hvor han underviste proprietærens børn. I nabosognet Snedsted gik han herefter på seminariet (Snedsted Seminarium).
En anden påvirkning kom fra datidens gudelige vækkelser gennem bekendtskabet med lægprædikanten Peder Larsen Skræppenborg. For Kold gjaldt det, at der skulle være frihed i skole- og trosspørgsmål. Det bragte ham i modsætningsforhold til den offentlige skole og forhindrede ham i en årrække i at få ansættelse som lærer. Han nægtede at lære eleverne Balles Lærebog udenad. I stedet gjorde han den mundtlige fortælling til den vigtigste metode i undervisningen.
Pastor Ludvig Daniel Hass, sognepræst i Mjolden, Ribe Stift, havde i 1838 hentet ham som huslærer til nabolandsbyen Forballum fra Øster Jølby på Mors, hvor Kold var blevet udelukket fra skolelærerembedet. Hass støttede ham i en ny strid med kancelliet om Balles lærebog. Men forgæves. I protest mod myndighederne sagde Hass sit sognepræsteembede op og fik Christen Kold med på sammen med han at rejse til Smyrna som missionærer for Det Danske Missionsselskab i 1842.
Kold ragede uklar med Hass, men brugte sin uddannelse som bogbinder, og tjente i årene i Smyrna (1842 til 1847) penge nok til ikke bare at ernære sig selv, men spare op til senere at kunne finansiere sit skolearbejde i Ryslinge. Da han kom hjem fra Tyrkiet, fik han ansættelse som huslærer hos den grundtvigske pastor C.F. Hassenfeldt i Holmsland præstegård i Vestjylland, hvor han kunne udfolde sine skoletanker i undervisningen af præstens børn.
Han åbnede i 1851 Danmarks tredjeældste højskole i Ryslinge på Fyn efter Rødding (1844) og Uldum (1849). og i 1852 Danmarks anden friskole (den første var baptisternes friskole i Gunderup Sogn, åbnet i 1851.) Han var påvirket af N.F.S. Grundtvig og førte i praksis Grundtvigs skoletanker ud i livet.
I 1850 beskrev Kold sine skoletanker i Bogen om Børneskolen.
Kold var i sin levetid direkte involveret i oprettelse af omkring 100 friskoler på Fyn og Sjælland.
Han er begravet på Dalum kirkegård.
- Mindesten i Mjolden
- Mindetavle på Ch. Kolds fødehjem
- Gravsten på Dalum Kirkegård